# Nicias (rey)

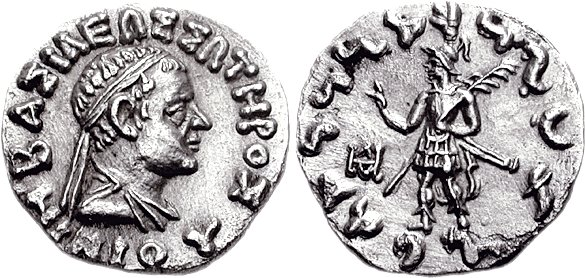
Moneda del rey Nicias (c. 90-85 a. C.)
Anverso: Busto con casco de Nicias con la inscripción griega BASILEOS SOTEROS NIKIOU "Rey Nicias Salvador".
Reverso: El rey con armadura sosteniendo la palma de la victoria en su mano izquierda y dando una bendición con su mano derecha, similar al mudra vitarka del budismo. En la inscripción Karosti se lee MAHARAJA TRATARASA NIKIASA "Rey Nicias Salvador".

Nicias fue un rey indogriego que gobernó en Paropamisadae. La mayoría de sus monedas, que son relativamente escasas, fueron halladas en el norte de Pakistán, lo que indica que gobernó un pequeño principado cerca de la zona baja del valle de Kabul. Posiblemente fuera pariente de Menandro I.

## Reinado
Bopearachchi indica que Nicias gobernó circa 90-85 a. C. Esta datación cuenta con el apoyo de la ausencia de monedas de Ática
Por otra parte, R. C. Senior lo sitúa como sucesor de Menandro (c. 135-125 a. C.), según su interpretación de los descubrimientos arqueológicos.
Sin importar cuál período sea el correcto, el hecho que Nicias envejece visiblemente en sus monedas parece indicar que su gobierno contó con cierto grado de longevidad.

## Acuñación de monedas
Nicias hizo acuñar dracmas indias de plata con su propia efigie, utilizando una diadema o un casco. Las monedas poseían tres reversos distintos:
- El rey caminando, observado desde un punto por encima y a la derecha, hallado en varias dracmas.
- Una versión de la Atenea de Menandro con un rayo, vista de frente, que fue hallado sólo en una tetradracma.
- El tercer reverso es el típico rey sobre un caballo encabriolado, tal como utilizó Antímaco II, hallado en una única dracma.

Las monedas de bronce presentan a Zeus/un delfín o un retrato/el rey sobre un caballo encabriolado. Algunas variedades son toscas, con sigmas en forma de semilunas y omicrones cuadrados. Pese a que Nicias también gobernó la zona occidental del reino indogriego, no se hallaron monedas de Ática en esos lugares.
Los monogramas utilizados coinciden en general con los de los reyes Teófilo y Filoxeno, y uno es compartido con Traso, el hijo de Menandro I.